# Rankoshi
Rankoshi (japanska: 蘭越町?, Rankoshi-chō) är en landskommun (köping) i Hokkaido prefektur i Japan. 